# Математическа логика
Математическата логика е дял от математиката, съвременна форма на формалната логика. Тя се интересува от теорията на логическите константи и предикати от произволна степен и връзките между тях. Днес математическа логика е обширна област от математическото знание. Тя има приложение в математическия анализ, теорията на множествата и топологията, алгебрата, информатиката, а също в някои области на теоретичната физика.

## Дялове
- Теорията на множествата изучава множества, които са абстрактни съвкупности от обекти. В областта на аксиоматичната теория на множествата се правят изследвания с помощта на логически методи, за да се установи кои математически твърдения в различните формални теории са доказуеми.

- Теорията на доказателствата изследва формалните математически твърдения. Доказателствата се представят като математически обекти, за да бъдат изследвани с помощта на математически техники. Първоначално теорията на доказателствата е създадена за обосноваване на инфинитните математически методи на базата на финитни, избягващи безкрайността разсъждения. Фреге се занимава с математически доказателства и формализира понятието доказателство. Терминът „теория на доказателствата“ е предложен от Давид Хилберт.

- Теорията на моделите изследва модели на формални теории. Множеството на моделите на определена теория се нарича елементарен клас. Класическата теория на моделирането се опитва да определи свойствата на определен елементарен клас или да определи дали някои класове от структури са елементарни. Методите за елиминиране на кванторите се използват, за да се покаже, че моделите на определени теории не могат да са много сложни.

- Теория на рекурсията изучава изчислимите функции и степените на Тюринг, по които се класифицират неизчислимите функции.

Границите между тези дялове и между математическата логика и другите дялове на математиката невинаги са точно определени. Например теоремата за непълнотата на Гьодел играе важна роля не само в теорията на доказателствата, а и в модалната логика.
Преди математическата логика е била наричана символна логика за разлика от философската логика и метаматематиката. Последното наименование е все още в употреба.

## Исторически бележки
През Средновековието формалната логика се обогатява с употребата на символи най-напред в трудовете на философите схоластици Р. Лулий, Д. Скот, У. Окам и др.
Истинският създател на математическата логика е Готфрид Вилхелм Лайбниц. В около трийсет съчинения, измежду които най-важни са „За изкуството на комбинаториката“ и „Монадология“, той предвижда основните принципи за математизирането на логиката. Неговите трудове в тази област обаче остават неизвестни около два века. Причината за големия подем и развитието на математическата логика в средата на XIX век е възникването на трудности от логическо естество в математиката, които е невъзможно да се преодолеят със средствата на традиционната логика. Първите значителни трудове след Лайбниц са на Бернард Болцано, Джордж Бул, Ч. Пирс, Е. Шрьодер и особено на Готлоб Фреге.
Едва през XIX в., главно чрез усилията на А. де Морган и Дж. Бул, започват да се осъществяват предсказанията на Лайбниц. Де Морган създава алгебрата на бинарните релации, а Бул предлага в книгата „Изследване на законите на мисълта“ първата систематично изградена алгебра на класовете.
Съществени приноси към математическата логика на XX век имат Бъртранд Ръсел, Давид Хилберт, Курт Гьодел, Алфред Тарски и др.
Революцията в областта на математическата строгост, свързана с О. Коши, Б. Болцано, К. Вайерщтрас и Р. Дедекинд, поражда необходимостта да се преразгледа критично езикът, който се използва в математиката, методите, чрез които се дефинират абстрактните математически обекти, и законите на логиката, които са ръководещи при разсъжденията за подобни обекти. Тези задачи се решени в трудовете на Дж. Пеано и Г. Фреге. При тях и особено в монографията на Б. Ръсел и А. Уайтхед „Principia mathematica“ присъстват всички основни идеи на математическата логика: използване на изкуствени логически езици, чиито елементи (формули) изразяват, когато са интерпретирани, математически факти; формулиране на специални правила за преминаване от едни формули към други (правила за извод); изучаване на формални аксиоматични теории (или смятания), т.е. на системи, които се състоят от много аксиоми (изходни формули) и правила на извод.
Кризата в основите на математиката от началото XX в. поставя остро задачата за обосноваване на методите за разсъждаване, употребявани в математиката. Д. Хилберт посочва, че за оправдаване на методите е достатъчно да се покаже, че те не водят до противоречие. За целта е необходимо да се обхване цялата математика във формални системи, а непртиворечивостта им да се докаже със сигурни, финитни средства. Програмата на Хилберт за такова финитно гарантиране на достоверността на математиката се проваля през 1931 г., когато Гьодел доказва знаменитите две теореми за непълнота. Първата от тях гласи, че всички приемливи от гледището на Хилберт и достатъчно богати системи са непълни, т.е. има твърдения от езика им, които са верни, но неизводими. Втората теорема за непълнота посочва едно такова твърдение: твърдението за непротиворечивостта на самата формална система.
Тези теореми на Гьодел поставят началото на друг важен клон от математическата логика – теорията на доказателствата. Тук съществени приноси през 30-те години на XX век имат Ж. Ербран, Г. Генцен и др.